# South Heart River
Der South Heart River  ist ein etwa 245 km langer Zufluss des Kleinen Sklavensees in der kanadischen Provinz Alberta.

## Flusslauf
Der South Heart River entspringt in einer Sumpflandschaft 60 km östlich von Peace River in Zentral-Alberta. Der Fluss fließt anfangs etwa 30 km nach Nordosten. Anschließend wendet er sich für 25 km nach Süden, bevor er nach Südwesten abbiegt. Bei Flusskilometer 92 wird der Fluss vom Heart River Dam (⊙) aufgestaut. Anschließend fließt der South Heart River nach Süden. Bei Flusskilometer 47 trifft er auf den West Prairie River und fließt im Anschluss nach Nordosten. Bei Flusskilometer 26 trifft der East Prairie River auf den South Heart River. Der South Heart River erreicht bei Flusskilometer 13 die Buffalo Bay. Unterhalb des Sees fließt er noch 10,5 km nach Südosten, bevor er in das westliche Ende des Kleinen Sklavensees mündet. Der South Heart River ist der bedeutendste Zufluss des Kleinen Sklavensees.

## Hydrologie
Am Pegel 07BF905 unterhalb der Einmündung des East Prairie River beträgt der mittlere Abfluss (MQ) 12,2 m³/s. Der höchste monatliche mittlere Abfluss tritt im Mai auf und liegt bei 47,7 m³/s.